# Dylber Vrioni
Dylber Vrioni (ur. 4 czerwca 1946 w Beracie) – minister finansów Albanii w latach 1994-1996.

## Życiorys
Od września 1993 do grudnia 1994 był dyrektorem Banku Albanii, następnie od 4 grudnia 1994 do 10 lipca 1996 pełnił funkcję ministra finansów; podczas piastowania tegoż urzędu Wielka Brytania przekazała Albanii 1.5 tony złota przetrzymywanego przez III Rzeszę, po II wojnie światowej znajdującego się w rękach brytyjskich. Albania wtedy była jednym z najbiedniejszych państw Europy, importowano 3000 ton pszenicy z Francji oraz 34 tys. ton z Rumunii.
11 czerwca 1996 roku został mianowany przewodniczącym nowo powstałego Ministerstwa Prywatyzacji; funkcję tę pełnił do 1 marca 1997.